# Capropygia unistriata
Capropygia unistriata är en fiskart som först beskrevs av Johann Jakob Kaup 1855.  Capropygia unistriata ingår i släktet Capropygia och familjen Aracanidae. Inga underarter finns listade.